# Ciudad de Goiás (Goiás)
Ciudad de Goiás es un municipio de Brasil en el estado de Goiás. Su población en 2005 fue de 24 605 habitantes según el IBGE. El centro histórico de la ciudad fue reconocido en 2001 por la Unesco Patrimonio de la Humanidad por su peculiar arquitectura barroca, por sus tradiciones culturales y exuberante naturaleza que la rodea.

## Geografía
Ciudad de Goiás se encuentra en un terreno muy accidentado, donde destacamos la montaña de oro y las colinas de San Francisco, Galo Canta y Lages.
La vegetación típica de Ciudad de Goiás es similar que el Cerrado, es decir, la vegetación de la ciudad es similar a la mayoría de sabanas con pastos, arbustos y árboles dispersos. Los árboles tienen raíces largas y retorcidas tallos, lo que permite la absorción de agua disponible en suelos de cerrado por debajo de dos metros de profundidad, incluso durante la estación seca y húmeda de invierno.
El municipio de Goiás es atravesado por el río Vermelho (un afluente del río Araguaia) y se encuentra en la cuenca del Tocantins Araguaia, que desemboca en Amazonas. 
La ciudad tiene varias zonas que se conservan con cascadas y arroyos.

### Clima
El clima de Goiás puede ser clasificado como clima tropical de sabana (Aw), de acuerdo con la clasificación climática de Köppen.
El clima se caracteriza por dos períodos distintos: uno seco, con casi total ausencia de lluvias en invierno, que va desde mayo a septiembre y una estación húmeda, con agua abundante en el verano que va desde octubre hasta abril. La temperatura media anual es de aproximadamente 23 grados. Los meses de septiembre y octubre son más cálidos y de junio a julio son más fríos. La temperatura máxima histórica de Goiás de 44,5 °C fue registrada el 6 de octubre de 2024.

## Patrimonio cultural
El Centro histórico de Goiás abarca el casco histórico de la ciudad brasileña. La preservación de este sitio histórico se inició en 1978 cuando fue incluida como Patrimonio Nacional (Iphan), constaba de alrededor de 486 edificios y unos 1200 activos  tales como muebles y obras de arte. 

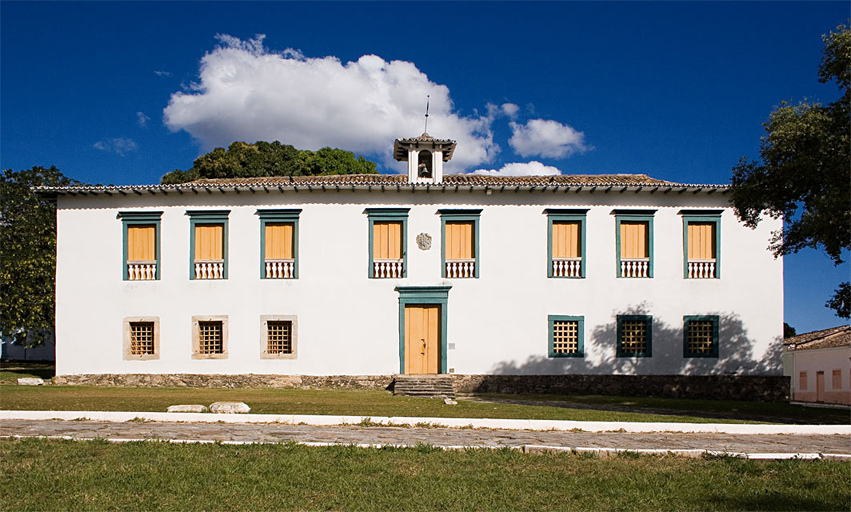
Antiga Casa da Câmara e Cadeia, atual MuBan
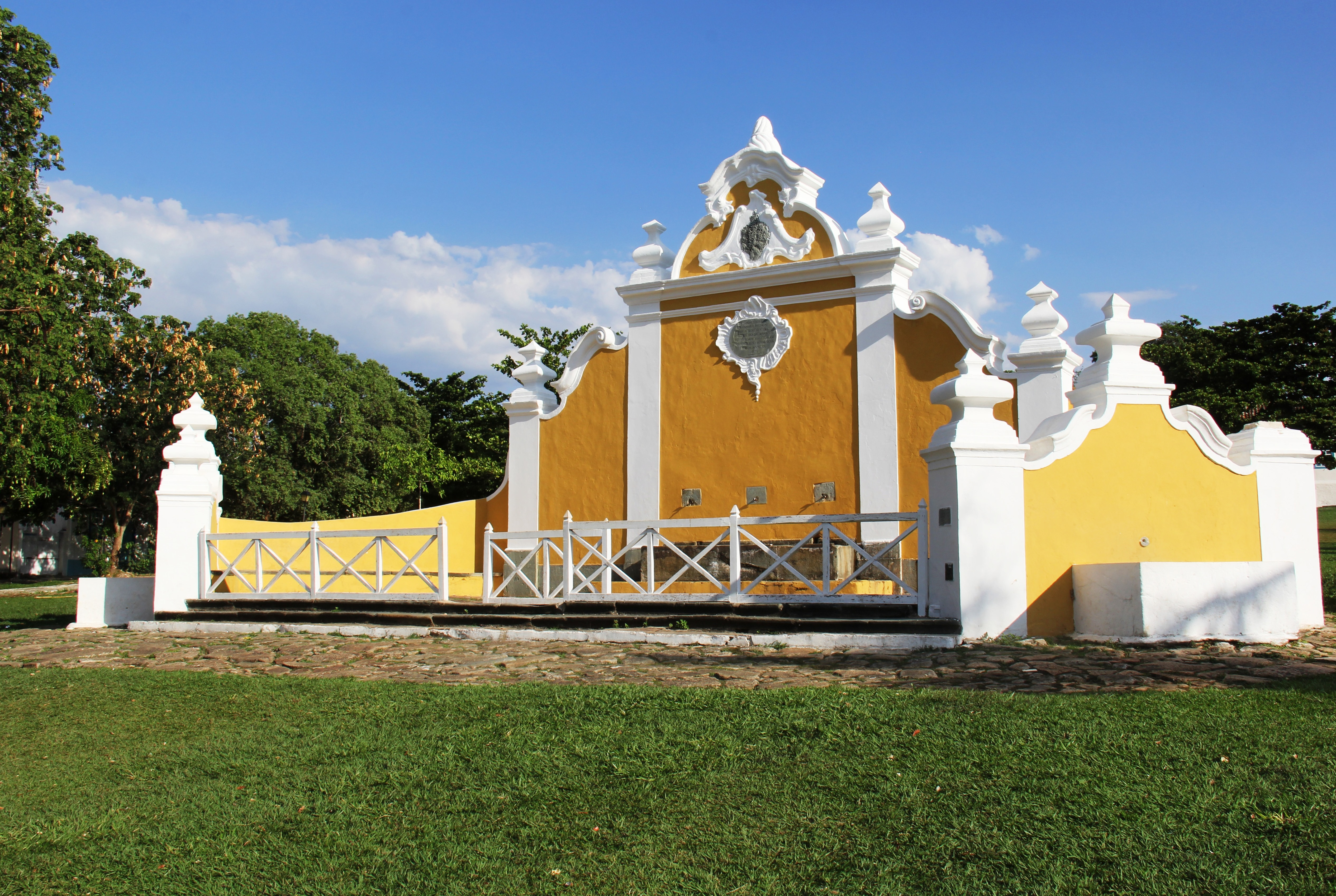
Chafariz de Cauda
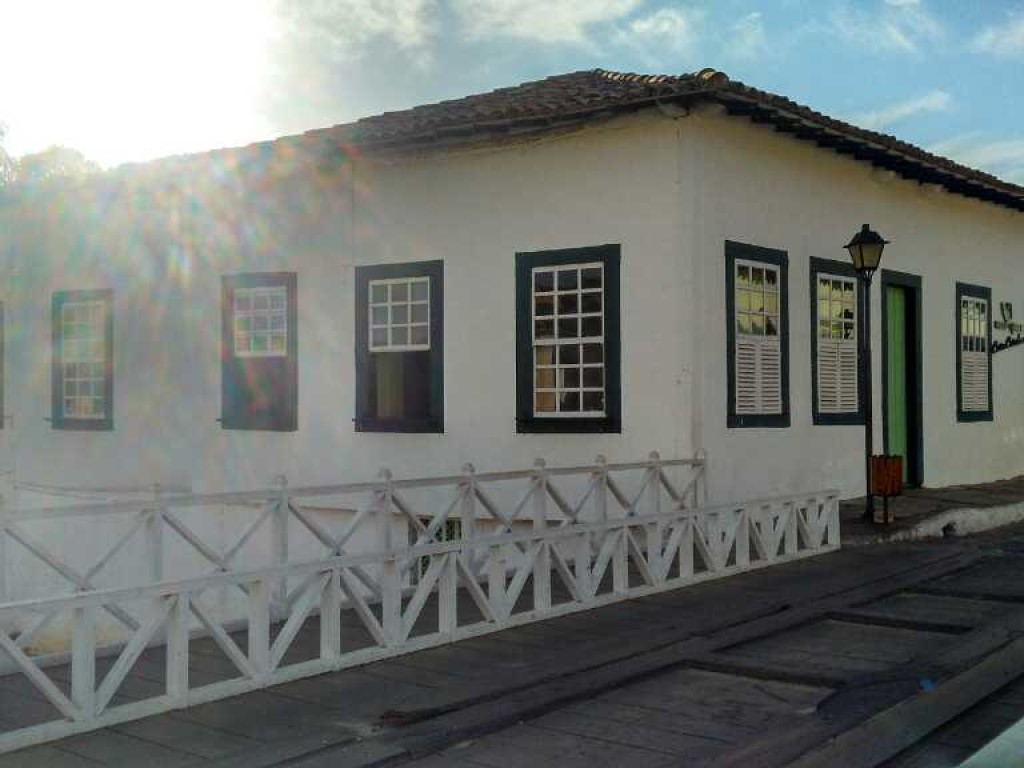
Casa de Cora Coralina
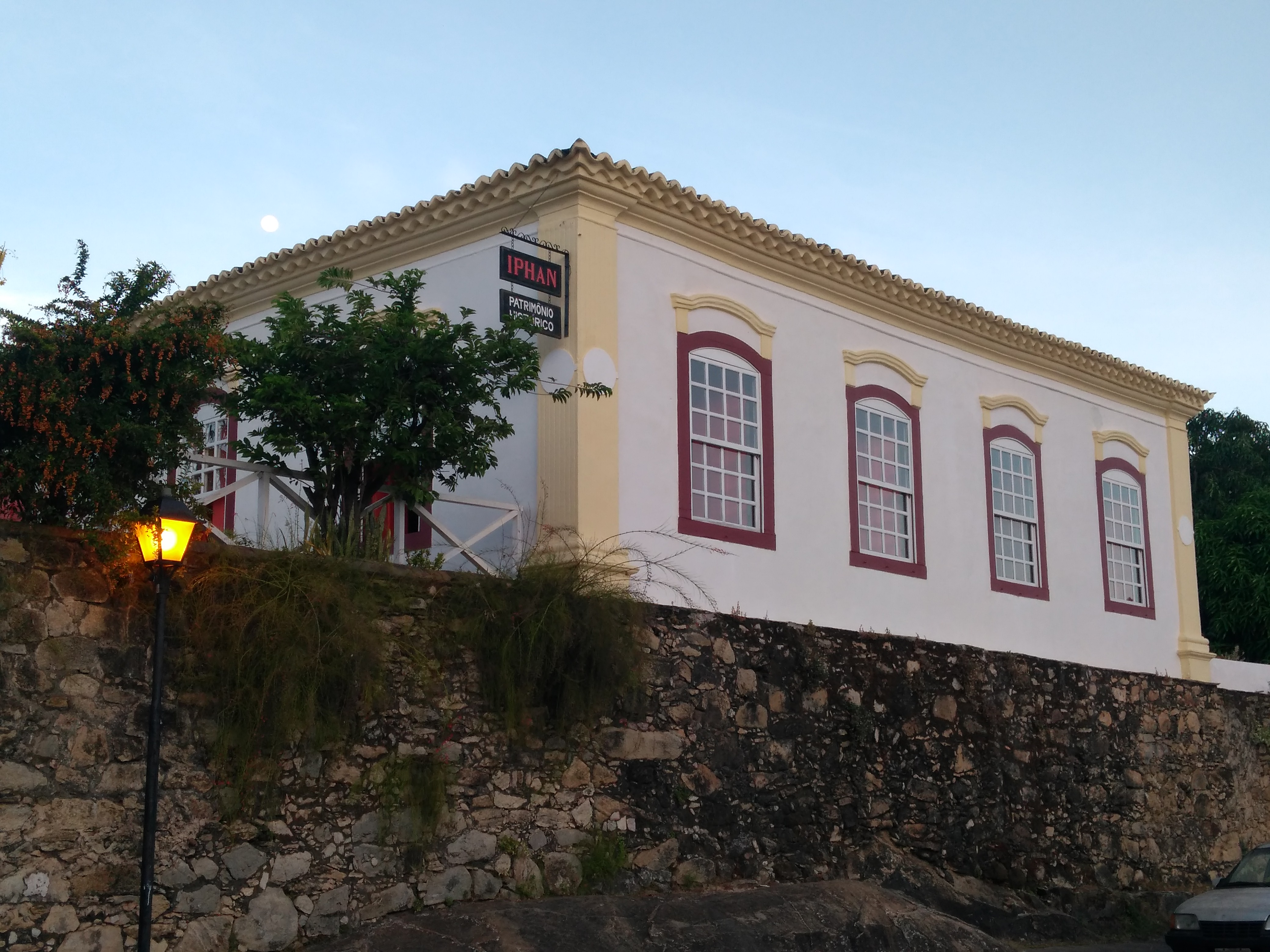
Casa do Bispo
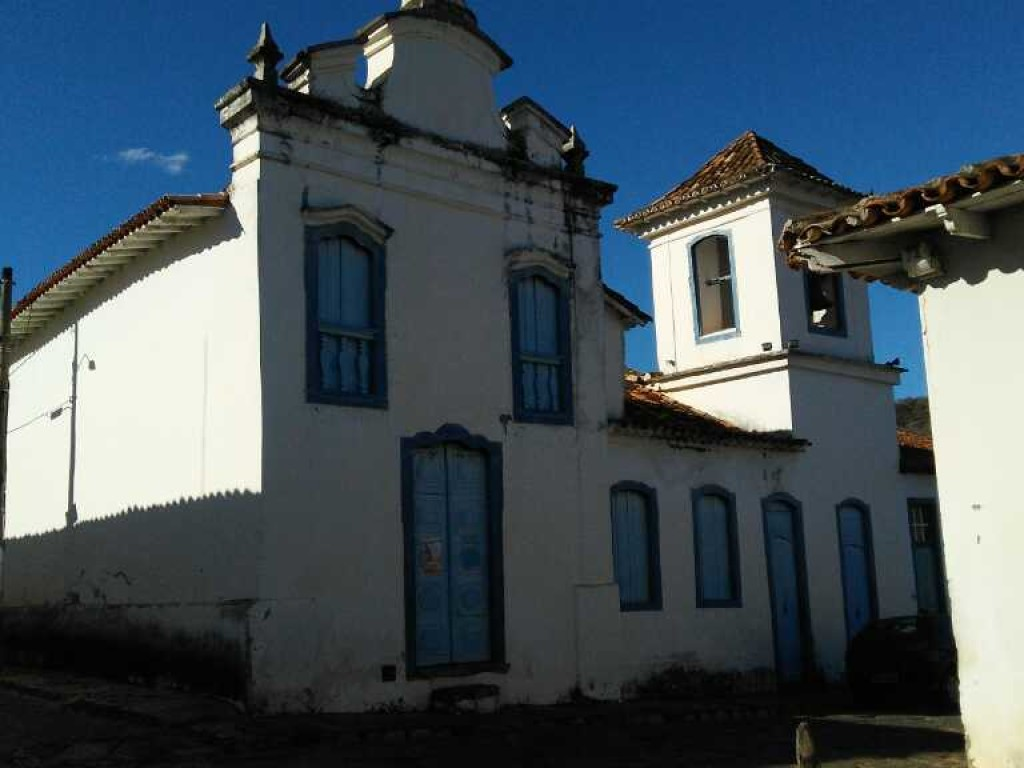
Igreja de Nossa Senhora d'Abadia
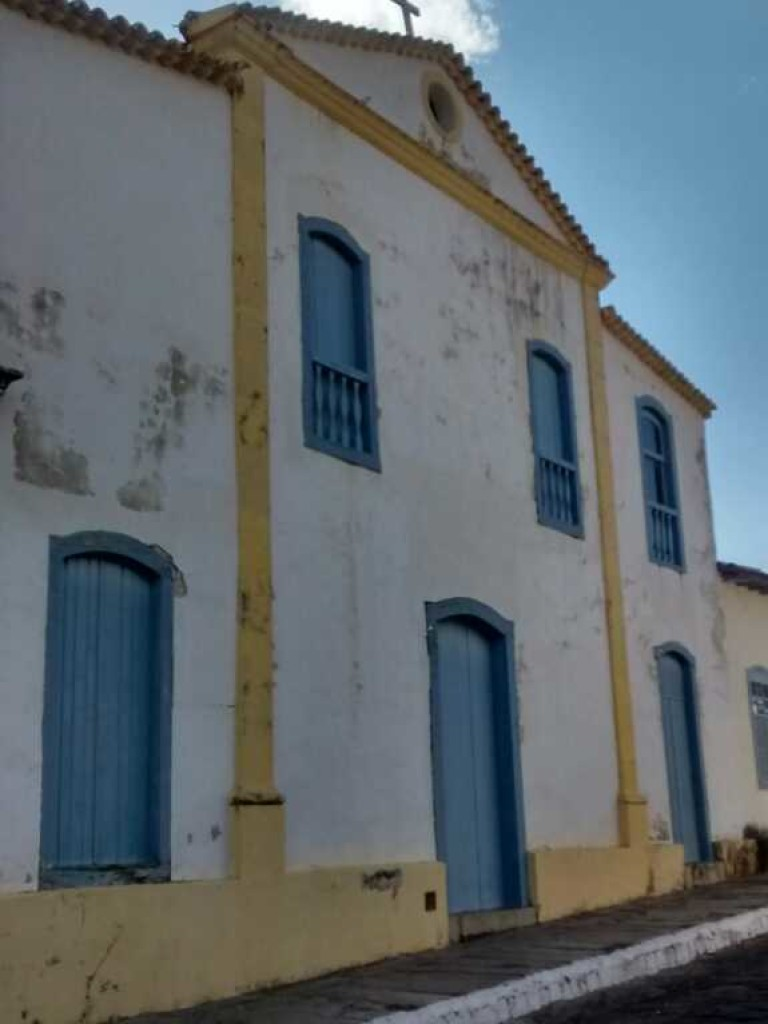
Igreja de Nossa Senhora do Carmo
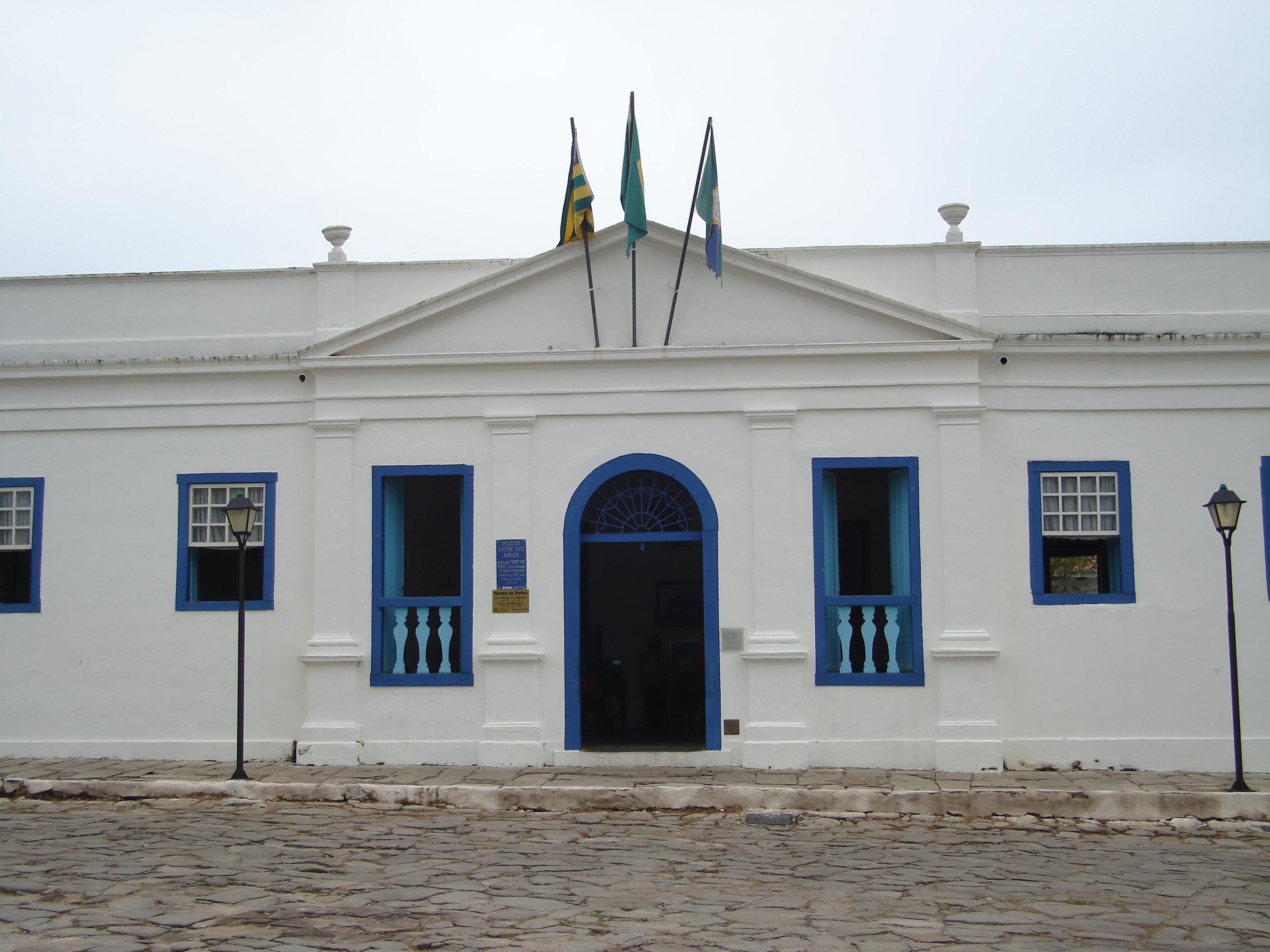
Palácio do Conde dos Arcos
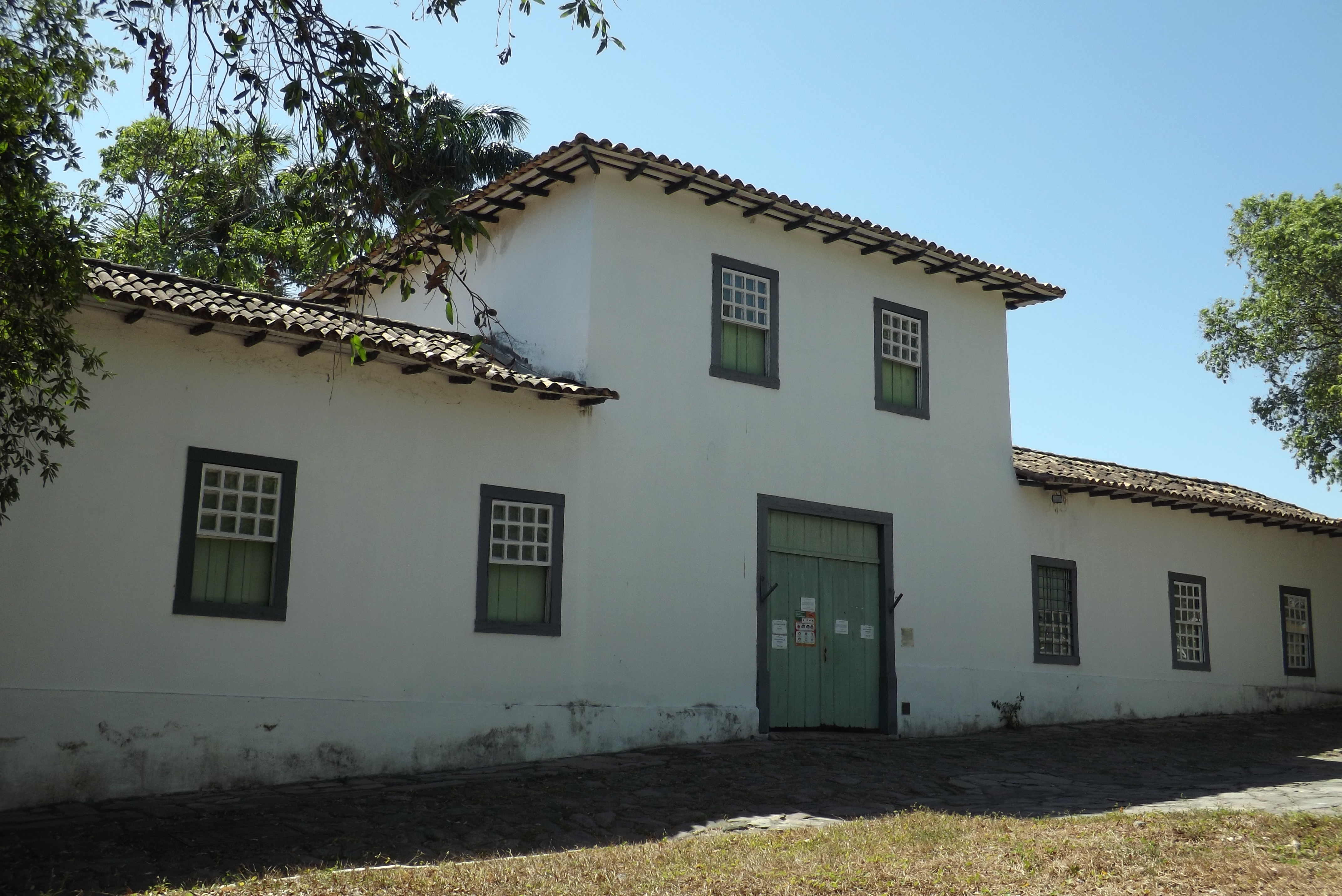
Quartel do XX